# Шкрапари
 Тази статия е за селото в Гърция.  За окръга в Албания вижте Скрапар.  
Шкрàпари или Шкрàпар (срещат се и формите Скрапари и Скрапар, на гръцки: Ασπρονέρι, Аспронери, катаревуса: Ασπρονέριον, Аспронерион, до 1928 година Σκράπαρι, Скрапари) е село в Егейска Македония, Гърция, дем Хрупища, област Западна Македония.

## География
Селото се намира на 4 километра югозападно от демовия център Хрупища (Аргос Орестико), на 730 m надморска височина в северното подножие на планината Одре (Одрия).

## История

### В Османската империя
Църквата в селото „Свети Илия“ е построена в 1836 година и е изписна от Аргир Михайлов. В края на XIX век Шкрапари е населен с българи малък чифлик в Костурска каза на Османската империя. Според статистиката на Васил Кънчов („Македония. Етнография и статистика“) в 1900 година Шкрапари има 90 жители българи.
На Етнографската карта на Битолския вилает на Картографския институт в София от 1901 година Шкрапар е чисто българско село в Костурската каза на Корчанския санджак с 6 къщи. Същевременно Скрапар е показано като чисто гръцко село в казата Населица на Серфидженския санджак с 9 къщи.
В началото на XX век цялото население на Шкрапари е под върховенството на Цариградската патриаршия, но след Илинденското въстание в началото на 1904 година минава под върховенството на Българската екзархия. По данни на секретаря на екзархията Димитър Мишев („La Macédoine et sa Population Chrétienne“) в 1905 година в Шкрепар (Chkrepar) има 50 българи екзархисти.
През май 1905 година поп Яни от Нестиме, свещеник в Шкрапари, е убит от гръцки андарти в църквата на Шкрапари, защото казал, че българите са по-справедливи.
Според Георгиос Панайотидис, учител в Цотилската гимназия, Шкрапари (Σκραπάρι) в 1910 година има 10 „българоговорещи гръцки семейства“.
Според Георги Константинов Бистрицки Чифлик Шкрапар преди Балканската война има 8 български къщи, а според Георги Христов и 1 куцовлашка.
На етническата карта на Костурското братство в София от 1940 година, към 1912 година Шкрапаръ е обозначено като българско селище.

### В Гърция
През войната селото е окупирано от гръцки части и остава в Гърция след Междусъюзническата война. Боривое Милоевич пише в 1921 година („Южна Македония“), че Шкрапари има 3 къщи славяни християни и 3 къщи погърчени славяни и власи и гърци. В 1928 година селото е прекръстено на Аспронери.
По време на Гражданската война селото пострадва силно и населението му се намалява наполовина. 26 деца от Шкрапари са изведени извън страната от комунистическите части като деца бежанци.
| Година    | 1913 | 1920 | 1928 | 1940 | 1951 | 1961 | 1971 | 1981 | 1991 | 2001 | 2011 | 2021 |
| --------- | ---- | ---- | ---- | ---- | ---- | ---- | ---- | ---- | ---- | ---- | ---- | ---- |
| Население | 46   | 48   | 47   | 114  | 57   | 77   | 51   | 49   | 46   | 23   | 17   | 14   |

## Личности
Родени в Шкрапари
- Георги Христов (1876 – 1964), български революционер, общественик, краевед

Починали в Шкрапари
- Яни от Нестиме (? - 1905), свещеник в Шкрапари[9]